# Belgisch kenteken

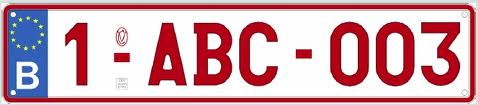
Het huidige model, in gebruik sinds 2010.

Het Belgisch kenteken, vaak ook nummerplaat genoemd, bestaat sinds 2010 uit een robijnrode combinatie op een witte achtergrond. De combinatie bestaat uit letters, cijfers en streepjes. De volgorde hiervan hangt af van wanneer het kenteken is uitgereikt. De platen worden uitgereikt door de Dienst voor Inschrijvingen van Voertuigen.

## Geschiedenis

### Voorgeschiedenis (1893-1899)

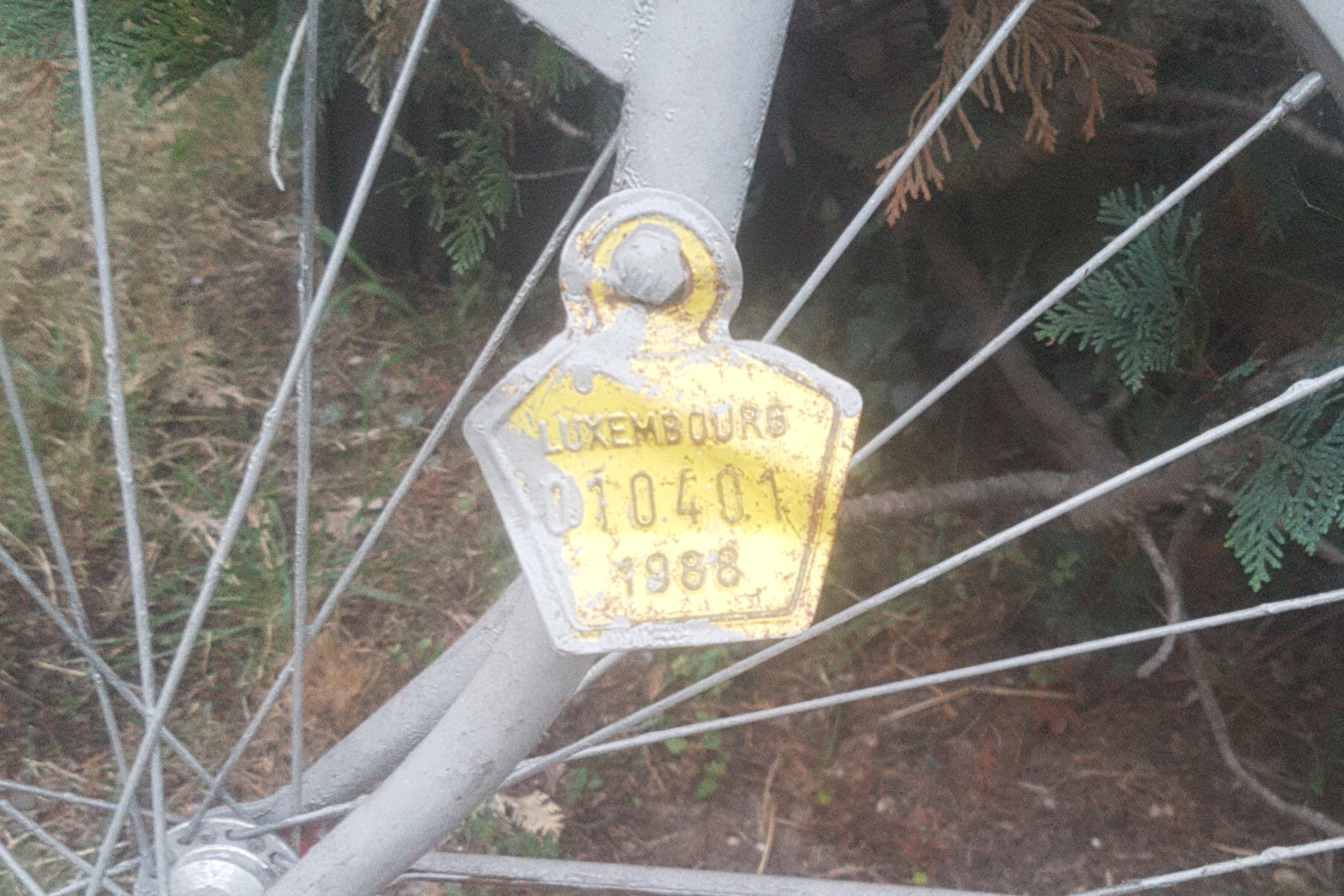
Een provinciaal belastingplaatje voor een fiets uit Luxemburg in 1988.

Fietsen waren de eerste mechanische voertuigen die een soort nummerplaat kregen. Het ging niet om een kentekenplaat, maar om jaarlijkse provinciale belastingplaatjes. Deze werden ingevoerd in 1893, om een eeuw later afgeschaft te worden. Ze varieerden elk jaar in kleur en vorm, en in de beginjaren ook tussen de provincies.
Aan het einde van de jaren 1890 kende een nieuw type voertuig een explosieve groei: het gemotoriseerde voertuig. In 1899 voerde de provincie Henegouwen als eerste een jaarlijkse belastingplaat in voor deze voertuigen. Deze was nagenoeg gelijk aan die van de fietsen, maar ze verschilden in kleur.

### Het eerste type (1899-1910)

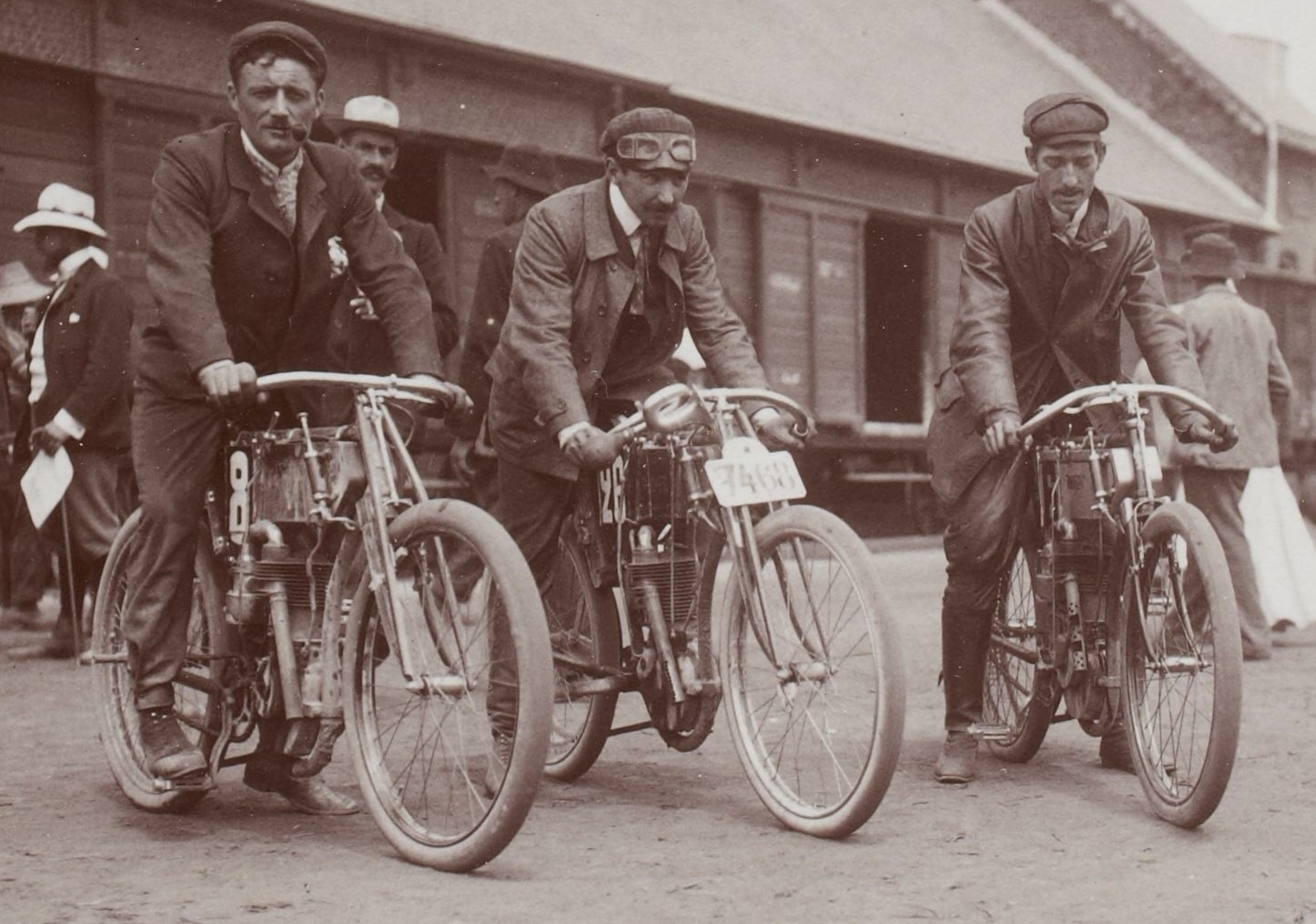
Motorfiets (midden) met het eerste type Belgische kentekenplaat, in Bastenaken anno 1904.

Het koninklijk besluit van 4 augustus 1899 betreffende het weg- en verkeersreglement bepaalde dat alle gemotoriseerde voertuigen een permanente kentekenplaat moesten hebben, naast een eventuele jaarlijkse provinciale belastingplaat. Deze kentekenplaat, die door de overheid werd geleverd, moest op een duidelijk zichtbare plaats aan de voorkant van het voertuig worden aangebracht.
De verspreiding van dit eerste type begon in januari 1900. Er werd geen onderscheid gemaakt tussen de verschillende categorieën motorvoertuigen: alle gemotoriseerde voertuigen, van motorfietsen tot vrachtwagens, werden uitgerust met hetzelfde type kentekenplaat. Ze kregen allemaal een witte plaat met zwarte tekens. De platen met het getal 1 tot en met 9999 verschilden enigszins van de platen met het getal 10000 tot en met 28000. Het lettertype werd gemoderniseerd en het Belgische wapenschild werd hertekend.
Een internationaal verdrag, in oktober 1909 getekend in Parijs, stelde dat voor internationaal verkeer een plaat met de beginletter(s) van het land van herkomst verplicht werd voor gemotoriseerde voertuigen. Dit verdrag leidde tot het stopzetten van het eerste type, aangezien het opschrift "Belgique" niet langer nodig was. Bovendien moest er voortaan ook achteraan een kentekenplaat aanwezig zijn, inclusief een extra plaat met de "B" van België. De nieuwe reeks werd vastgelegd in het koninklijk besluit van 5 maart 1910.

### Het tweede type (1910-1920)
Het tweede type was duidelijk verschillend van het eerste. De tekens waren wit op een zwarte achtergrond, met daaronder een dikke witte streep. De verdeling ervan begon in juli 1910. Alle kentekenplaten van het eerste type die toen nog in gebruik waren, moesten worden vervangen. Het getal voor auto's en vrachtwagens begon bij 10000. Dat van motorfietsen bevond zich tussen 1 en 9999, waarna werd overgestapt op een combinatie van een letter (A, B, C of D) en één tot drie cijfers.
Gedurende de Eerste Wereldoorlog werden veel privévoertuigen opgeëist door de bezetter en werd het gemotoriseerd burgerverkeer strikt beperkt. Hierdoor werden er maar weinig nieuwe nummers uitgegeven. Vanaf 1919 begonnen de Belgen terug meer te rijden, maar veel nieuwe registraties werden er niet gedaan omdat de voorraad kentekenplaten snel uitgeput raakte. Het koninklijk besluit van 20 februari 1920 kondigde aan dat alle kentekenplaten opnieuw vervangen zouden worden door een nieuw type, waar voor het eerst onderscheid zou worden gemaakt tussen auto's en vrachtwagens enerzijds en motorfietsen anderzijds.

### Het derde type (1920-1928)

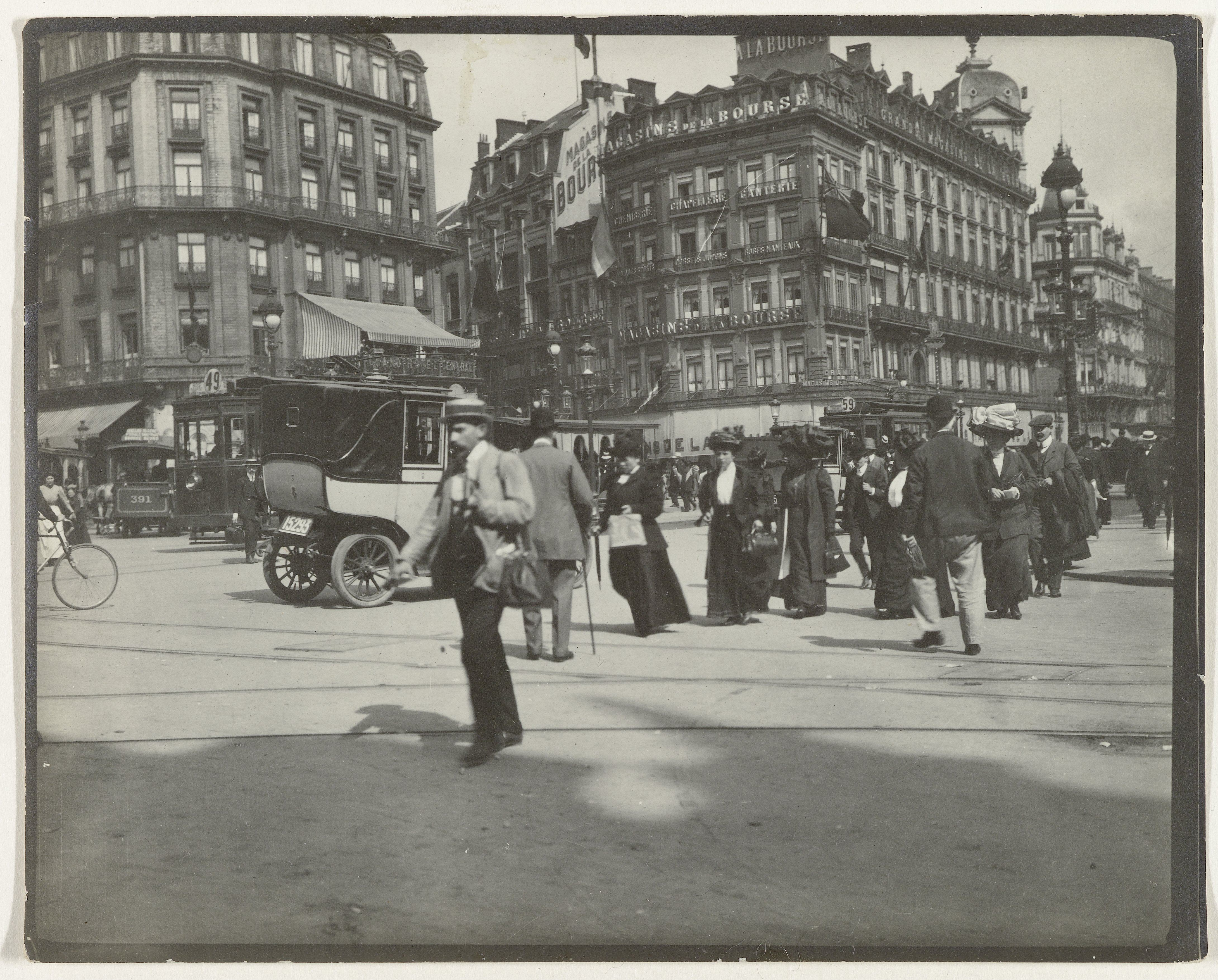
Een wagen met het derde type kentekenplaat voor de Grands Magasins de la Bourse in Brussel, ergens in de jaren 1920.

Vanaf maart 1920 werd het derde type verdeeld. Dit toonde grote gelijkenissen met het tweede type, maar de grootste verandering was de lichtblauwe, in plaats van zwarte, achtergrond. Aangezien het derde type kentekenplaat niet gebruikt werd voor motorfietsen, kon de nummering voor auto's en vrachtwagens nu wel vanaf 1 beginnen. 
De lichtblauwe plaat werd fel bekritiseerd omdat deze te licht zou zijn, en daardoor niet goed leesbaar vanop een afstand. De blauwe achtergrond werd hierdoor vanaf het jaar 1921 en kentekenplaat 27000 een paar tinten donkerder gemaakt. Van zodra het getal 99999 werd bereikt, werden kentekenplaten met een letter gevolgd door één tot vier cijfers verspreid. Achtereenvolgens werden de letters A, D, E, G, H, K en L gebruikt. 
Een ministerieel besluit van 3 maart 1928 gaf aan dat er alweer een nieuw type kentekenplaten zat aan te komen. Het derde type werd onder meer bekritiseerd als "een ongelukkig overblijfsel van een vervlogen tijdperk". Platen van het derde type mochten gebruikt blijven worden tot eind 1929.

#### Het derde type voor motorfietsen (1920-1926)
Het derde type kentekenplaten voor motorfietsen verschilde aanzienlijk van die voor auto's en vrachtwagens. Hier bleef de kleurencombinatie van witte letters op een zwarte achtergrond behouden, al kwam er ook een witte omlijsting. De distributie begon eveneens in maart 1920.
Aanvankelijk werden uitsluitend getallen van één tot vier cijfers verdeeld. Later werd dit een letter gevolgd door één, twee of drie cijfers, en uiteindelijk twee letters gevolgd door één of twee cijfers. Begin 1926 werd de finale combinatie ZZ-99 benaderd. Een decreet van 30 januari 1926 beschreef een nieuw type.

### Het vierde type (1928-1953)

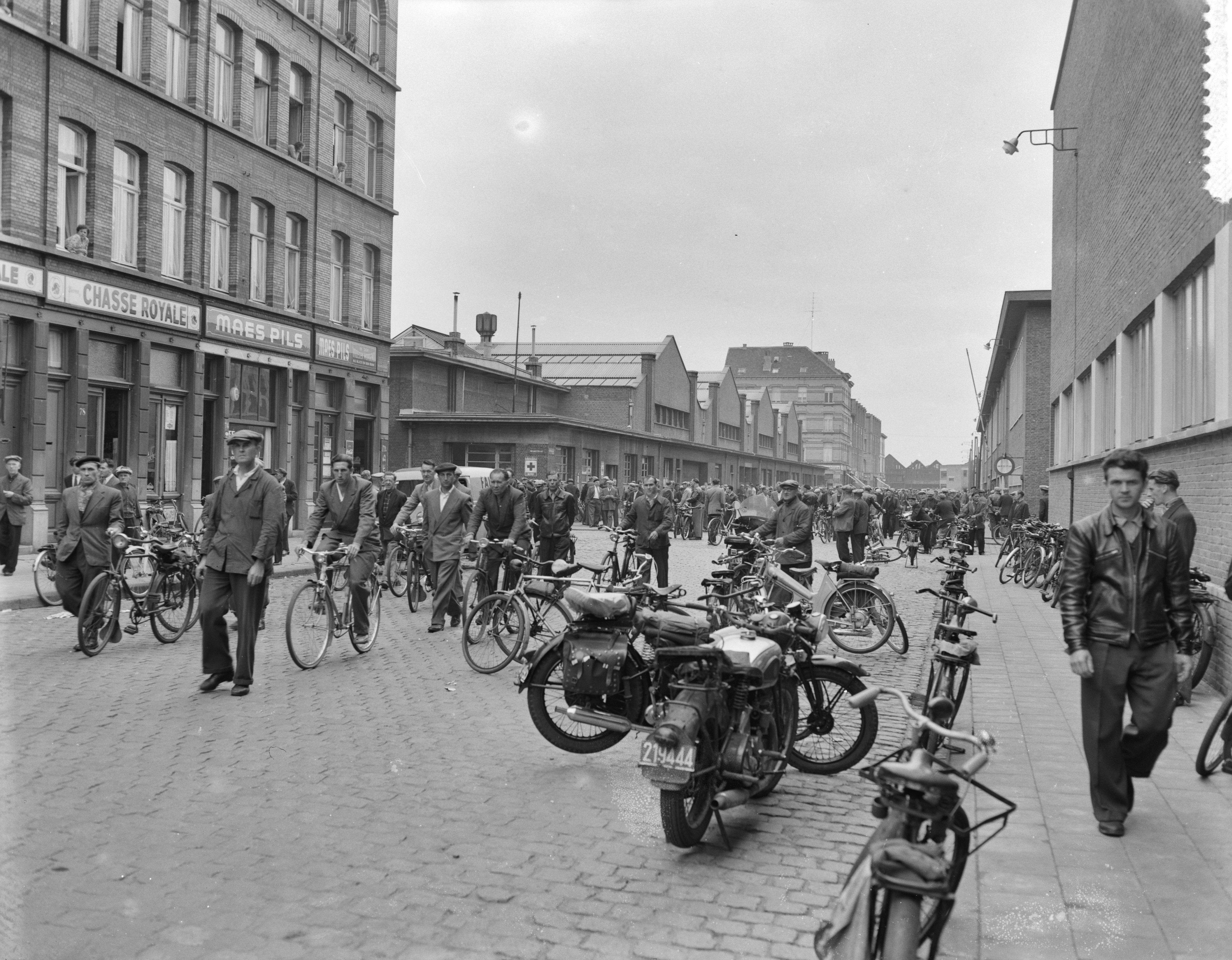
Enkele motorfietsen met kentekenplaten van het vierde type aan het Kempisch dok in Antwerpen, anno 1955.

De nieuwe kentekenplaten kregen opnieuw een volledig nieuw uiterlijk. Ze bestonden opnieuw uit 1 tot 6 cijfers, maar deze cijfers waren rood op een witte achtergrond. Deze kleurencombinatie bleef bij de latere types behouden, mits enkele kleine wijzigingen. Op de plaat bevond zich eveneens een stempel met daarop "Belgique" en "België", en een wapenschild. Het extra bord met een "B" was niet meer verplicht. In juli 1928 werden de eerste platen van dit type verspreid. Pas begin 1930 waren alle platen van het derde type volledig vervangen door het vierde type. Tegen die tijd naderde het aantal platen met rode cijfers de 140000. De distributie gebeurde nog steeds provincie per provincie. 
De platen tot en met 1937 hadden een ander lettertype dan die van na 1937 (vanaf het getal 360000). In de zomer van 1953 werd het nummer 999999 bereikt. De rest van 1953 werd afgewerkt door oudere nummers die waren overgeslagen te gebruiken, waarna in januari 1954 een nieuw type verspreid kon worden. Tegen 1955 zouden alle platen van het vierde type verdwenen zijn.

#### Bijzondere kentekenplaten
Sedert 1928 zijn een aantal combinaties voorbehouden voor hoogwaardigheidsbekleders. Zo werden de nummers 1 tot en met 100 ingenomen door de koninklijke familie en enkele hoogwaardigheidsbekleders van de staat. Ministers en hooggeplaatste leden van de regering en overheidsinstanties beschikten over de platen A-1 tot en met A-999, en leden van de Senaat (P-1 tot P-200) en het Parlement (P-201 tot P-500) konden met een P-plaat rijden. Deze platen worden, mits enkele moderniseringen, nog steeds gebruikt, en zijn net als het normale type wit met rode letters.
Ook leden van het corps diplomatique, dat bestaat uit functionarissen die hun staat in een bepaald land vertegenwoordigen, zoals ambassadeurs, konden aanspraak maken op een speciale kentekenplaat. Enerzijds bestonden er platen bestaande uit de letters CD en drie cijfers. Anderzijds kon er ook een aparte ovale plaat, met daarin de rode letters CD, naast een normale kentekenplaat gehangen worden. Ook de lettercombinatie CC, wat staat voor corps consulaire, kon worden teruggevonden op deze aparte platen.
Het Belgisch leger was van 1928 tot en met 1940 in het bezit van een unieke kleurencombinatie: witte tekens op een zwarte achtergrond. Er was geen stempel op aanwezig, maar wel een Belgische vlag aan de linkerzijde van de kentekenplaat. De tekens waren telkens een letter, gevolgd door vier of vijf cijfers. De beginletter R gaf aan dat het om een aanhangwagen ging. Na de Tweede Wereldoorlog, in 1945, schakelde het Belgisch leger over op een witte achtergrond met zwarte letters, en nog steeds links een Belgische vlag. De plaat bevat vier of vijf cijfers, bij aanhangwagens zijn het er vier voorafgegaan door een R.
Ook garagisten maakten in deze periode aanspraak op een speciaal soort kentekenplaat. De cijfercombinatie ging van 1 tot ongeveer 9500. Deze tekens waren zwart op een gele achtergrond, met al dan niet een zwarte onderlijning, en de plaat bevatte eenzelfde stempel als het normale type. Deze kentekenplaten waren geldig tot en met 1953.

#### Het vierde type voor motorfietsen (1926-1956)
De cijfers waren wit op een donkerblauwe achtergrond. Onder de cijfers stond een witte streep. Dit type begon bij het cijfer 1 en eindigde rond het getal 620000. Deze platen bleven in omloop tot begin 1957. Het vervangen van deze platen bracht een einde aan het tijdperk van de kentekenplaten uit email, aangezien het vijfde type, zowel bij motorfietsen als bij auto's en vrachtwagens, uitsluitend op aluminium-platen voorkwam.

##### Bijzondere kentekenplaten voor motorfietsen
Speciaal voor ambtenaren van de Belgische Staat, zoals politieagenten, magistraten en leraren, bestond een kentekenplaat beginnend met de letter E en gevolgd door vijf cijfers.

### Het vijfde type (1954-1973)

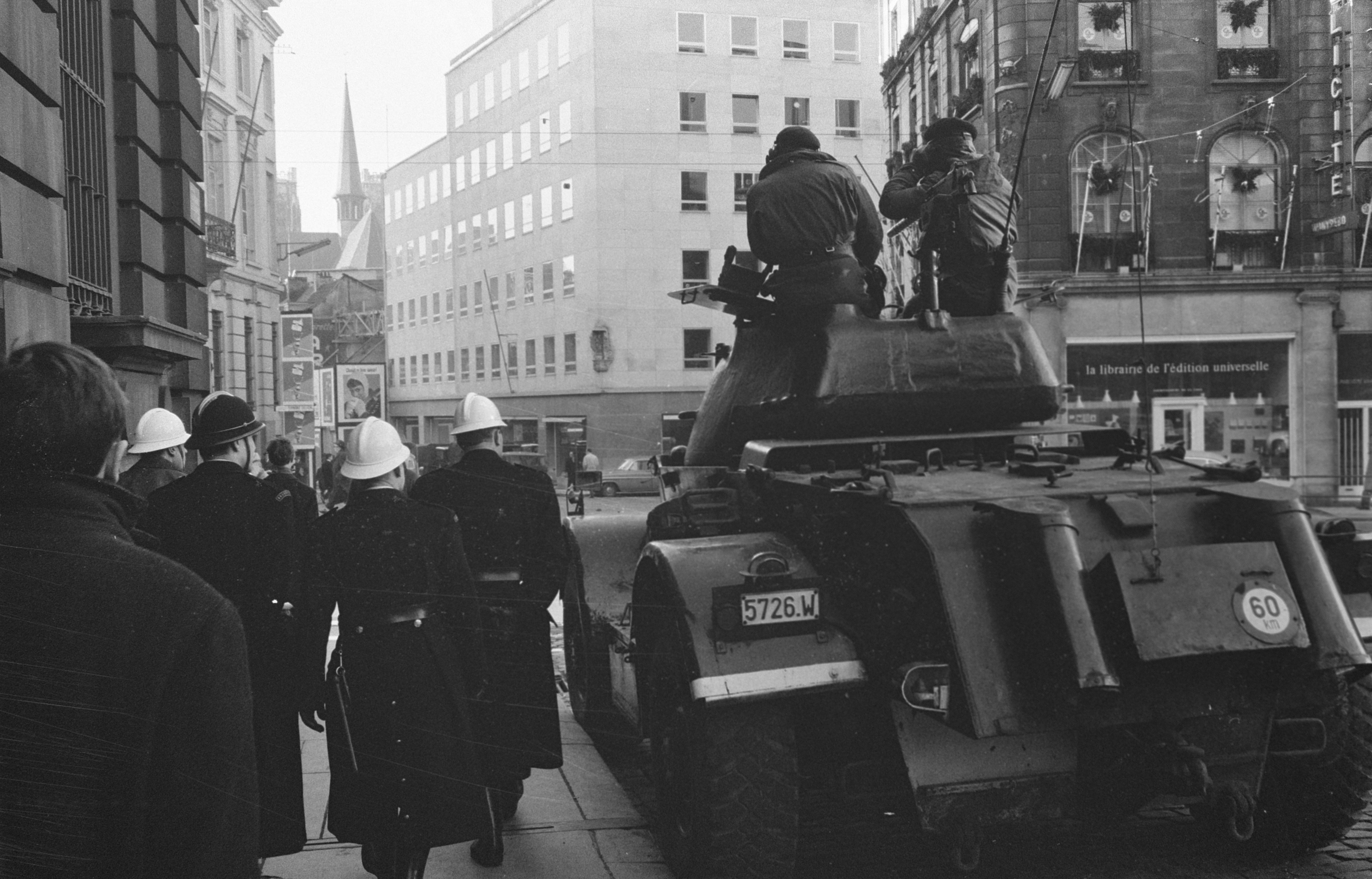
Gepantserd voertuig met het vijfde type kentekenplaat tijdens demonstraties tegen de Eenheidswet, anno 1961 in Brussel.

Op de eerste versie van het vijfde type werden vijf tekens gebruikt, vier cijfers en één letter waarvan de positie variabel was. De letters I, O en Q werden niet gebruikt omwille van de leesbaarheid. De achterste plaat werd gestempeld met een officiële "CV"-stempel, wat staat voor "Circulation" in het Frans en "Verkeer" in het Nederlands. Deze stempel zou sindsdien op alle kentekenplaten voorkomen. De distributie werd niet langer per provincie uitgevoerd, maar gecentraliseerd in Brussel. De kentekenplaten werden meestal per post naar de houder gestuurd.
De eerste versie van het vijfde type raakte uitgeput in 1959, waarna in 1960 een tweede versie volgde. Deze bevatte een paar letters met variabele positie en drie cijfers. De letters I, O en Q bleven uitgesloten. De derde versie, met als combinatie één letter, drie cijfers en opnieuw één letter, liep van 1971 tot en met 1973. Kentekenplaten vanaf het vijfde type zijn nog geldig op de openbare weg.

#### Bijzondere kentekenplaten
De kentekenplaten voor garagisten bleven bestaan, maar gingen voort vanaf nummer 10000. Tussen de twee eerste en de drie laatste cijfers stond een punt, de zwarte onderlijning was verdwenen.
De platen voor het corps diplomatique werd lichtjes aangepast, en bestonden vanaf nu uit CD, gevolgd door twee cijfers en een letter.
Ook ontstond er een nieuw type met witte tekens op een rode achtergrond. Deze waren voorbehouden voor buitenlanders, zoals NAVO-militairen, die tijdelijk in België verbleven. Voor diplomaten bleef de CD-plaat, die sindsdien weliswaar begon met de letters CD en werd gevolgd door twee cijfers en een variabele letter.
Bussen, touringcars en diverse openbare dienstvoertuigen kregen kentekenplaten met vier cijfers en als letter de P, die de laatste of voorlaatste plek innam.
De transitplaat, voorbehouden voor personen of vennootschappen uit het buitenland die tijdelijk in België verblijven, had een rode achtergrond met daarop witte letters. De combinatie bestond uit vier tot zes cijfers, met links daarvan verticaal de twee laatste letters van het jaartal waarin de plaat geldig was. Voor SHAPE-personeel bestond een aparte versie van de transitplaat, met in plaats van vier tot zes cijfers de letters SB gevolgd door vier cijfers.
In 1958 werd een kentekenplaat speciaal voor de Belgische strijdkrachten in Duitsland ontwikkeld. Deze had een zwarte achtergrond en witte tekens. Ze begon met een B, gevolgd door drie cijfers en een letter. Zowel voor- als achteraan moet een officiële kentekenplaat worden aangebracht, in tegenstelling tot alle andere Belgische kentekenplaten.
Kentekenplaten voorbehouden voor de in België gevestigde organen en ambtenaren van de Europese Gemeenschap en het Europees Agentschap voor de veiligheid van de luchtvaart werden vanaf 1960 uitgereikt. Deze hebben blauwe tekens op een witte achtergrond. Die voor de Europese Gemeenschap beginnen met EUR, gevolgd door vier cijfers. Die voor het Europees Agentschap voor de veiligheid van de luchtvaart beginnen met drie cijfers gevolgd door EURO. Ze waren geldig tot en met 2010.

#### Het vijfde type voor motorfietsen (1957-1972)

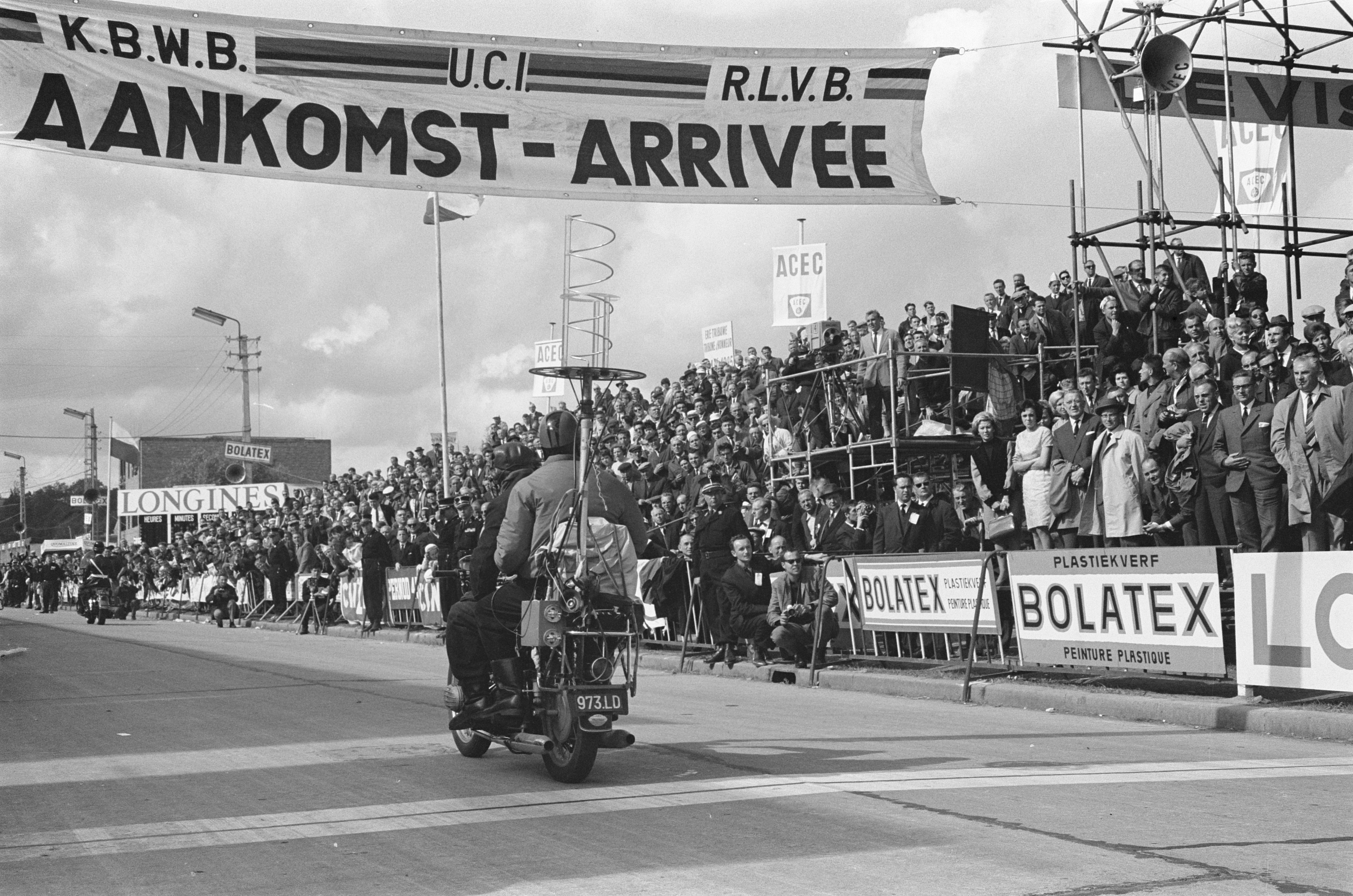
Motorfiets met het vijfde type kentekenplaat tijdens het wereldkampioenschap wielrennen 1963 in Ronse.

Ook het vijfde type bij motorfietsen bestond uit aluminium. De kleurcombinatie bleef ongewijzigd ten opzichte van het vierde type, witte tekens op een donkerblauwe achtergrond. De witte streep verdween echter. Naast het officiële "CV"-teken stonden er een paar letters en drie cijfers op. Deze letters begonnen met E, G, L, M of P, die werden overgeslagen bij de platen voor auto's en vrachtwagens. De distributie werd eveneens gecentraliseerd in Brussel.

### Het zesde type (1973-2010)
In 1973 werd overgeschakeld op een model bestaande uit drie letters gevolgd door drie cijfers. Wanneer deze combinaties uitgeput raakten, in 2008, werd tijdelijk overgeschakeld op een model met drie cijfers gevolgd door drie letters. Dit type werd stopgezet in 2010 bij 999-CFQ, om over te schakelen op het Europese model.

#### Bijzondere kentekenplaten

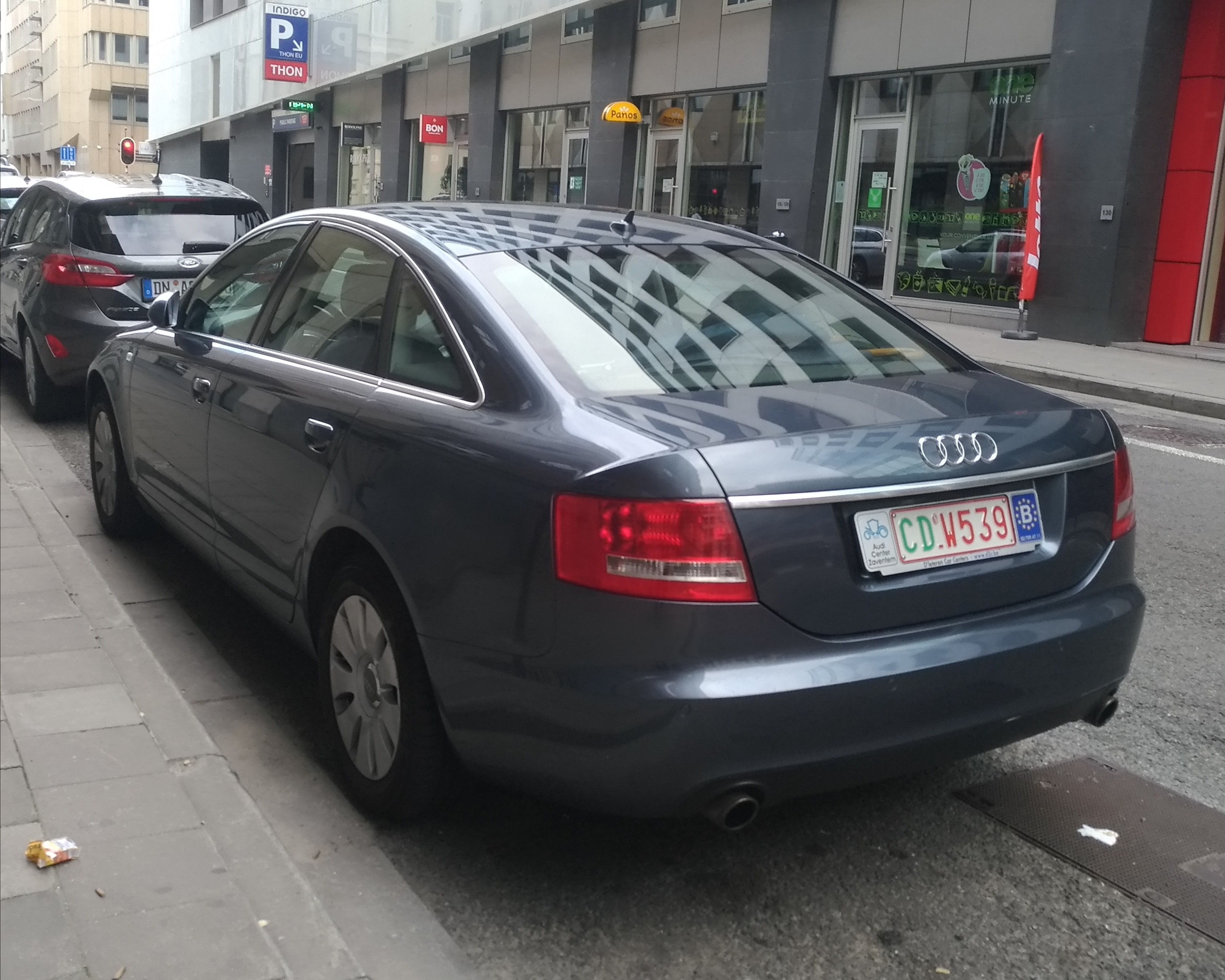
De kentekenplaat voor leden van het corps diplomatique in de stijl van het zesde type, gefotografeerd in 2018.

Een vierde plaat voorbehouden voor hoogwaardigheidsbekleders, in dit geval voorzitters, leden of diensten van de gemeenschaps- en gewestregeringen, werd ingevoerd. Dit begint met een E, gevolgd door één, twee of drie tekens.
De handelaarsplaat en de proefrittenplaat verschenen beide in 1990. Ze volgen het model van het zesde type, maar beginnen hun lettergedeelte met respectievelijk Z en ZZ, en zijn groen op een witte achtergrond. Zoals hun naam doet vermoeden zijn ze voorbehouden voor verkopers van auto's en voor testritten.
Ook taxi's kregen voor het eerst een eigen kentekenplaat. Ze zijn net als het normale type rood op wit, maar de lettercombinatie begint met TX, en in het geval van huurauto's met een bestuurder met TXL of TXH.
Eerder verschenen al de kentekenplaten voor de Belgische strijdkrachten in Duitsland. In 1999 kwamen daar de platen voor motorfietsen bij, met dezelfde opbouw maar met zwarte tekens op een gele achtergrond. In 2007 werden zowel de platen voor auto's en vrachtwagens als die voor motorfietsen omgevormd naar platen met rode tekens op een witte achtergrond, zoals het normale model. Het "CV"-teken is wel afwezig bij deze kentekenplaten, en vervangen door een ander soort stempel.
De transitplaat werd hervormd in 1994, en bezat sindsdien een combinatie van zes cijfers. De speciale versie voor SHAPE-personeel bestond tussen 1992 en 1994 uit een M gevolgd door vijf cijfers. In 1985 werd bovendien al een andere plaat ingevoerd voor deze personen, beginnend met CHB en gevolgd door vier cijfers. De achtergrond van deze plaat is zwart en de tekens zilverkleurig. Deze plaat wordt nog steeds gebruikt. In 2001 werd bovendien de internationale kentekenplaat ingevoerd, voor een tijdelijk verblijf in België voor een langere duur. Deze platen hebben blauwe tekens op een witte achtergrond, en bestaan ook uit zes cijfers, beginnend met een negen.
De kentekenplaat voor het corps diplomatique werd een aantal keer hervormd in deze periode. Van 1975 tot en met 1990 was het een combinatie van CD met vier cijfers. Vervolgens werd dit tot en met 2008 CD gevolgd door een letter en drie cijfers, met de letters CD in het groen (en de rest nog steeds rood op een witte achtergrond). In 2008 was het tijdelijk CD gevolgd door drie cijfers en een letter, opnieuw met een groene CD. Tot nu toe werd de CD telkens gescheiden van de rest door een punt, vanaf 2008 werd dit een streepje. De reeks met drie cijfers en een letter werd verder onveranderd voortgezet.
In 1997 verschenen de kentekenplaten voor oldtimers. Deze hadden hetzelfde uitzicht als de normale kentekenplaten, maar de lettercombinatie begon met een O. Hetzelfde model bestond al sinds 1990 voor aanhangwagens, waarbij de eerste letter een U was. In 2001 werd dit model vervangen door één waarbij de eerste letter een Q was, maar de tekens werden toen zwart (op een witte achtergrond).
De blauwe sticker met een witte L werd in 1998 ingevoerd voor chauffeurs met een voorlopig rijbewijs. De sticker moet achteraan het voertuig worden opgeplakt.
Vanaf 1994 konden kentekenplaten gepersonaliseerd worden, zolang ze het systeem van drie letters of cijfers gevolgd door drie cijfers of letters volgden.

#### Het zesde type voor motorfietsen (1972-2010)
In 1972 werd overgestapt op een verticaal model bestaande uit drie letters, beginnend met een M en vanaf 2006 een W, en drie cijfers. De tekens waren zwart op een gele achtergrond. In tegenstelling tot bij auto's en vrachtwagens werd bij motorfietsen het vijfde type wel actief vervangen. Vanaf het zevende type volgde de kentekenplaat voor motorfietsen opnieuw het model van dat van auto's en vrachtwagens.

### Het zevende type (2010-heden)

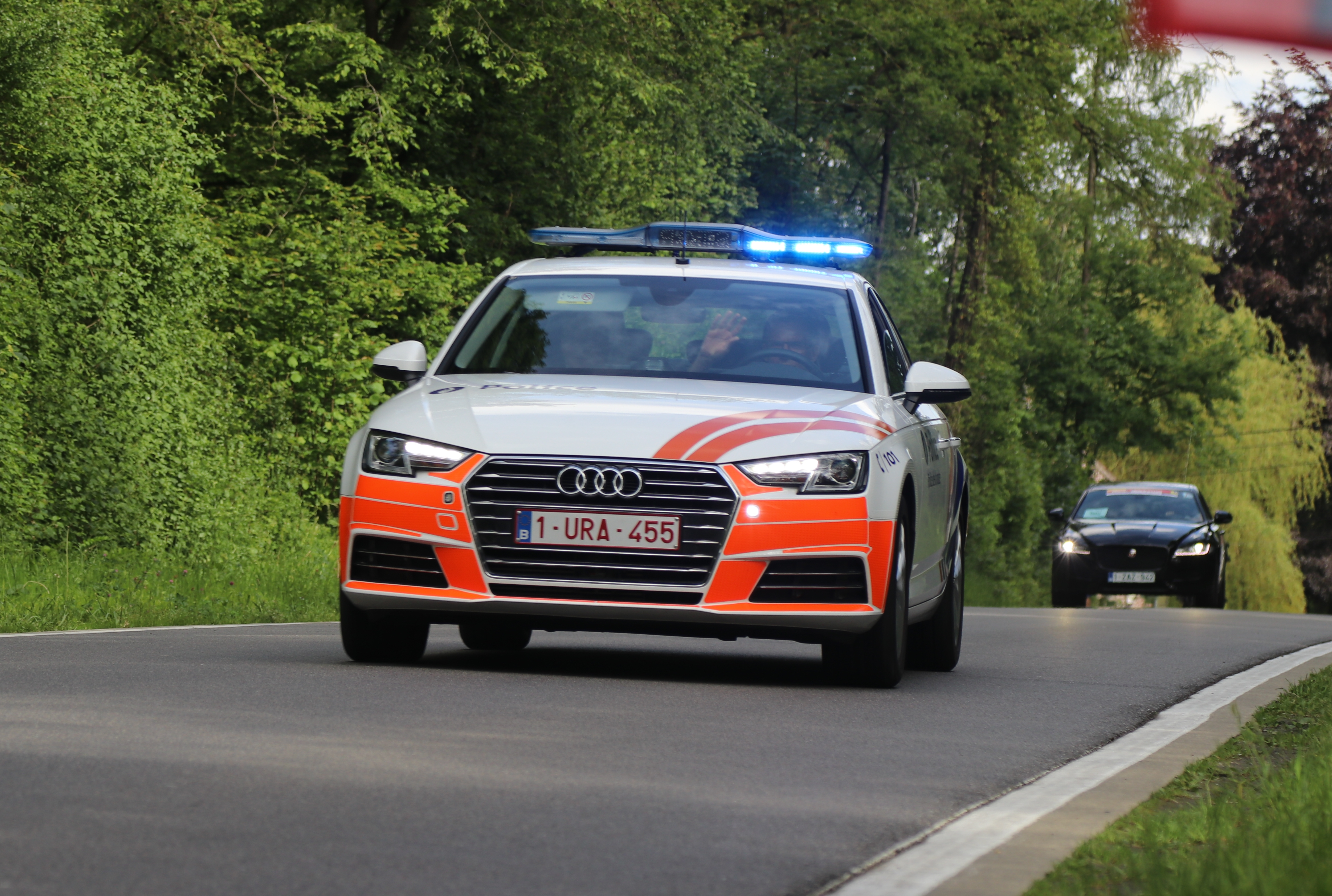
Een politiewagen met het zevende type kentekenplaat tijdens een wielerwedstrijd in Nalinnes in 2019.

Op 13 oktober 2008 werd bekend dat België zijn kentekenplaat vanaf 2010 zou omvormen naar de Europese standaard, met aan de linkerkant een blauwe band met de vlag van de Europese Unie en de landcode "B". Staatssecretaris van Mobiliteit Etienne Schouppe wilde vanaf 1 juli 2010 (bij de start van het Belgische voorzitterschap van de Europese Raad) beginnen met de uitreiking van de nieuwe Europese nummerplaten, bestaande uit een combinatie van drie letters en vier cijfers. Het oorspronkelijke idee voorzag tevens in een kleurverandering van het oude rood-op-wit naar zwarte tekens op een witte achtergrond, maar in november 2009 ontstond er discussie in de ministerraad over de wenselijkheid hiervan.
Meer dan een half jaar later, op 9 juli 2010, was de discussie nog steeds niet ten einde: Schouppe was inmiddels voorstander van zwarte letters op een gele achtergrond, terwijl PS-vicepremier Laurette Onkelinx en cdH-vicepremier Joëlle Milquet bleven pleiten voor behoud van de bestaande rood-witkleurstelling. Uiteindelijk werd op 20 juli 2010 besloten tot robijnrood-wit als kleurencombinatie, waarbij de donkerdere kleur rood (RAL 3003) moet zorgen voor "een betere herkenning met het blote oog en met (digitale) camera's". De nieuwe kentekens kregen de vorm 1-ABC-123, waarbij de voorheen reeds gebruikte combinatie van drie letters en drie cijfers vooraf wordt gegaan door een zogeheten indexcijfer. Het indexcijfer van 1 tot en met 7 is bestemd voor de gewone nummerplaten, 8 was bestemd voor internationale kentekenplaten en 9 voor gepersonaliseerde platen.
Indien alle combinaties van de vorm 1-ABC-123 in gebruik zijn, zal overgestapt worden op de vorm 1-123-ABC, dus het letter- en cijfergedeelte omgewisseld. Als al deze combinaties in gebruik zijn, zal overgestapt worden op de vorm ABC-123-1, dus met het indexcijfer achteraan. Logischerwijs zal nadat al deze combinaties zijn opgebruikt overgestapt worden op de vorm 123-ABC-1.
Eind 2019 werd aangekondigd dat de combinaties van het type 1-ABC-123 zo goed als opgebruikt waren en dat zou worden overgestapt naar de serie 2-ABC-123. De eerste nummerplaat in deze serie, 2-AAA-001, werd op 21 december 2020 geperst.

#### Bijzondere kentekenplaten

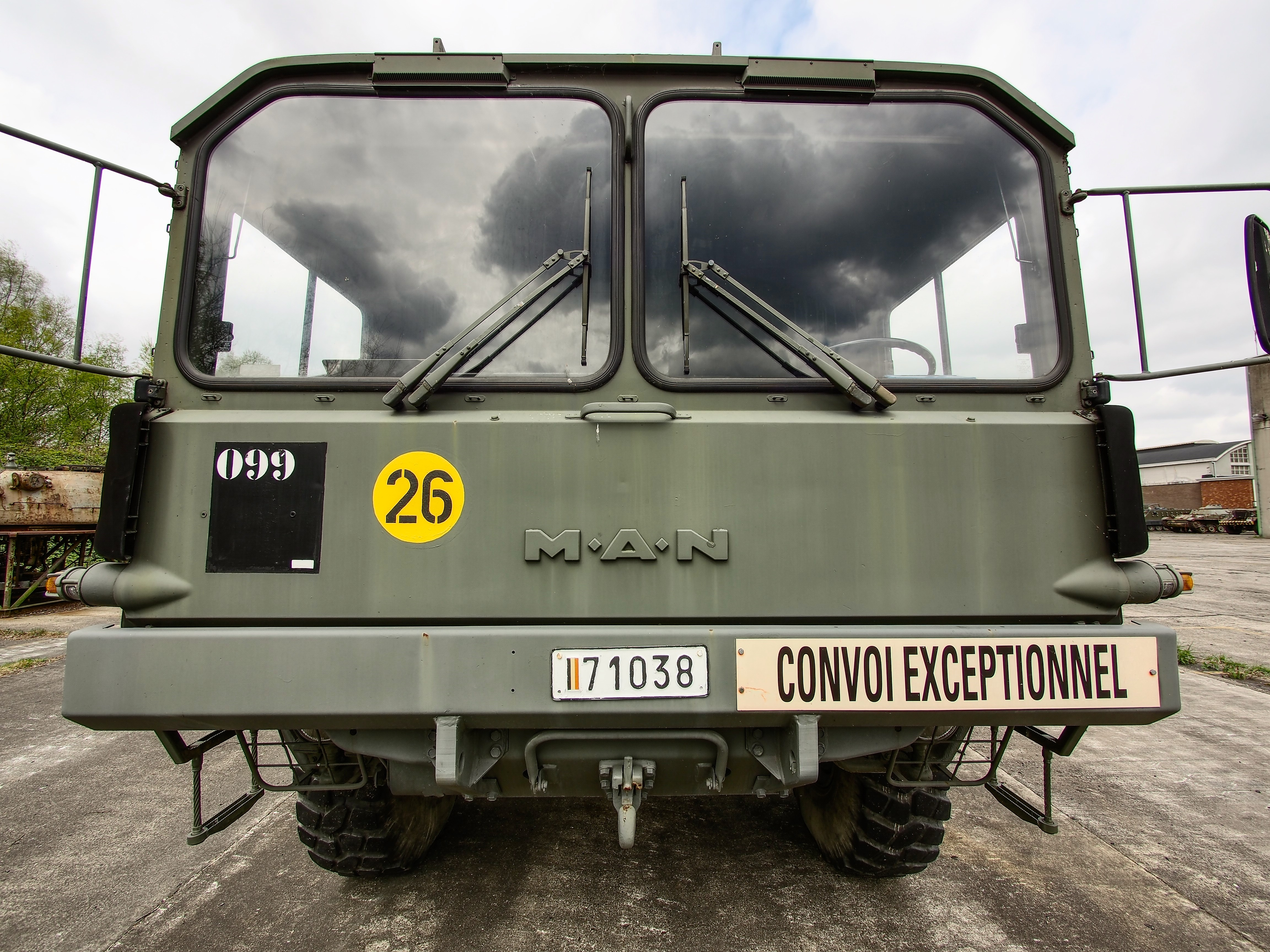
Een militaire vrachtwagen met een extra "convoi exceptionnel"-plaat, in 2017 gefotografeerd in Brasschaat.

Vrijwel alle bijzondere kentekenplaten kenden een aanpassing na het invoeren van de Europese nummerplaat. In een aantal gevallen bleef deze wijziging beperkt tot een verandering van kleur en de toevoeging van de blauwe band, zoals bij de platen voor het Hof, en de A-, E-, P- en B-platen. Bij andere platen was de verandering meer drastisch.
Kentekenplaten voor motorfietsen volgden voor het eerst sinds 1920 opnieuw hetzelfde model als de platen voor auto's en vrachtwagens. Van 2010 tot en met 2014 waren platen voor motorfietsen te onderscheiden door de eerste letter van de lettercombinatie, namelijk een M. Vanaf 2014 is het de index die een M is. Voor het eerst kregen ook bromfietsen, vanaf 2014, een kentekenplaat. Deze heeft als index een S. Wanneer de snelheid beperkt is tot 25 km/h begint de lettercombinatie met een A, is dit 45 km/h dan is het een B. Lichte vierwielers met als maximale snelheid 45 km/h hebben een plaat waarbij de lettercombinatie begint met de U. In 2016 werd ook een plaat voor speedpedelecs ingevoerd, met als eerste letter in de lettercombinatie een P.
De kentekenplaten voor het corps diplomatique werden in 2010 opnieuw aangepast, naar de vorm met de letters CD gevolgd door twee letters en drie cijfers. De groene kleur van de letters CD verdween en het gehele CD-kenteken is nu het gebruikelijke donkerrood geworden. (CD-BB-... gezien op 16-08-2025)

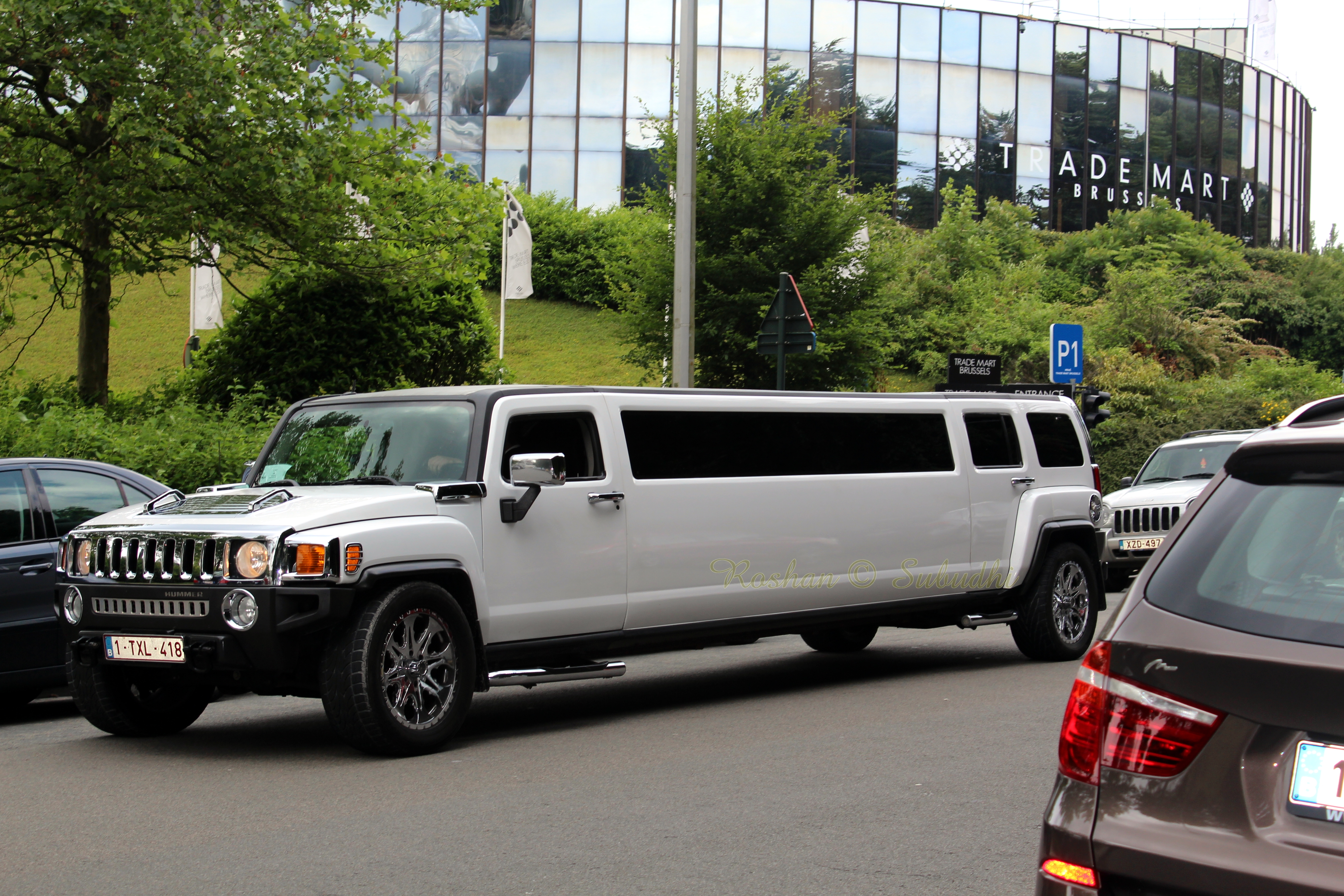
Een limousine met een kentekenplaat van het zevende type voor huurauto's met chauffeur, in Brussel anno 2013.

Bij taxi's werd van 2010 tot en met 2014 gewerkt met hetzelfde model als bij type zes, weliswaar met de index 1 ervoor. Vanaf 2014 werd de index een T, gevolgd door een lettercombinatie beginnend met een X. Bij huurauto's met chauffeur is hetzelfde verloop zichtbaar, eerst een model met de lettercombinatie TXL, en vanaf 2014 de index T gevolgd door een lettercombinatie beginnend met een L. Ook bij oldtimers en aanhangwagens gebeurde hetzelfde, eerst een O of Q als eerste letter van de lettercombinatie, vanaf 2014 de O of Q als index. 
De proefritten- en handelaarsplaat bleven aanvankelijk hetzelfde als bij het zesde type, weliswaar met de toevoeging van de index 1. Vanaf respectievelijk 2021 en 2020 werden de platen aangepast. De proefrittenplaat kreeg de index Y, de handelaarsplaat de index Z. De tekens werden bovendien mosgroen. In 2021 werden nog twee andere commerciële kentekenplaten ingevoerd, de nationale plaat en de beroepsplaat. De beroepsplaat, voorbehouden voor koetswerkmakers- en herstellers, kreeg de index V met eveneens mosgroene tekens. De nationale plaat, met een tijdelijke geldigheid voor specifieke formaliteiten, kreeg de index U met een tweede letter, gevolgd door twee cijfers die het jaartal aangeven waarin de plaat geldig is, en drie letters. Ook deze tekens zijn mosgroen.
De transitplaten werden hervormd met de index 1, gevolgd door zes cijfers, nog steeds met witte tekens op een rode achtergrond. Vanaf 2016 werd een nieuw model ingevoerd bestaande uit een index met de W en een tweede letter, gevolgd door twee cijfers die het jaartal aangeven, en vervolgens drie letters. Het uitzicht met rode achtergrond en witte letters bleef wel behouden. Een tweede plaat, de in 2016 ingevoerde exportplaat, heeft hetzelfde uitzicht met in plaats van de W de X. De internationale kentekenplaat werd bovendien aangepast naar het normale model, weliswaar met als index het cijfer 8. Dit model werd in 2014 afgeschaft.
De kleurencombinatie van de transitplaten wordt ook door de platen voor land- en bosbouwvoertuigen gebruikt. Dit model bestaat, sinds 2013, uit de index G, gevolgd door een drielettercombinatie beginnend met de L en daarna drie cijfers.
Kentekenplaten konden op dezelfde manier als bij het vorige type gepersonaliseerd worden, zolang ze het systeem van drie letters of cijfers gevolgd door drie cijfers of letters volgden. Deze combinatie werd voorafgegaan door de index 9. Vanaf 2014 waren er echter nieuwe mogelijkheden voor de gepersonaliseerde nummerplaten. Het indexcijfer 9 was niet meer nodig. Iedere nummerplaat moest wel ten minste één letter bevatten. Een dergelijke plaat kostte, afhankelijk van wanneer ze werd aangekocht, duizend of tweeduizend euro.
In 2010 werd de extra plaat voor uitzonderlijk vervoer ingevoerd. Deze is geel met zwarte letters, oftewel het Nederlandse "uitzonderlijk vervoer" oftewel het Franse "convoi exceptionnel". Deze plaat is voorbehouden voor vervoer van goederen dat qua afmetingen (lengte, breedte, hoogte) en/of massa de regelgeving voor het wegvervoer niet naleeft. 
In 2013 werd de LPG- en CNG-sticker ingevoerd voor wagens die LPG of CNG als brandstof gebruiken. Dit is een groene ruit met een witte rand, en daarin witte letters, en moet achteraan de wagen worden gekleefd.

## Vorm

### Basiskentekenplaat voor auto's
| Type | Periode    | Nummering             | Tekens | Voorbeelden |
| ---- | ---------- | --------------------- | --- | ----------- |
| 1    | 1900-1906  | 1 → 9999              | Eén tot vier zwarte cijfers op een witte achtergrond, boven de tekens een wapenschild en "Belgique".          |             |
| 1    | 1905-1910  | 10000 → 28000         | Vijf zwarte cijfers op een witte achtergond, boven de tekens een wapenschild en "Belgique".                   | -           |
| 2    | 1910-1920  | 10000 → 30000         | Vijf witte cijfers op een zwarte achtergrond, met eronder een witte streep.                                   |             |
| 3    | 1920-1922  | 1 → 27000             | Eén tot vijf witte cijfers op een lichtblauwe achtergrond, met eronder een witte streep.                      |             |
| 3    | 1921-1925  | 27001 → 99999         | Vijf witte cijfers op een donkerblauwe achtergrond, met eronder een witte streep.                             |             |
| 3    | 1925-1928  | A-1 → L-9999          | Een witte letter en één tot vier witte cijfers op een donkerblauwe achtergrond, met eronder een witte streep. |             |
| 4    | 1928-1953  | 1 → 999999            | Eén tot zes rode cijfers op een witte achtergrond.                                                            |             |
| 5    | 1954-1959  | A.0001 → 9999.Z       | Een willekeurig geplaatste rode letter tussen vier rode cijfers op een witte achtergrond.                     |             |
| 5    | 1960-1971  | AA.001 → 999.ZZ       | Een paar willekeurig geplaatste rode letters tussen drie rode cijfers op een witte achtergrond.               |             |
| 5    | 1971-1973  | A.001.A → Z.999.Z     | Twee willekeurig geplaatste rode letters tussen drie rode cijfers op een witte achtergrond.                   |             |
| 6    | 1973-2008  | AAA-001 → ZZZ-999     | Drie rode letters gevolgd door drie rode cijfers op een witte achtergrond.                                    |             |
| 6    | 2008-2010  | 001-AAA → 999-CFQ     | Drie rode cijfers gevolgd door drie rode letters op een witte achtergrond.                                    |             |
| 7    | 2010-heden | 1-AAA-001 → 7-ZZZ-999 | Een donkerrood indexcijfer, drie donkerrode letters en drie donkerrode cijfers op een witte achtergrond.      |             |

### Basiskentekenplaat voor motorfietsen
| Type | Periode    | Nummering                         | Tekens | Voorbeelden |
| ---- | ---------- | --------------------------------- | --- | ----------- |
| 1    | 1900-1906  | 1 → 9999                          | Eén tot vier zwarte cijfers op een witte achtergrond, boven de tekens een wapenschild en "Belgique".                                                                          |             |
| 1    | 1905-1910  | 10000 → 28000                     | Vijf zwarte cijfers op een witte achtergond, boven de tekens een wapenschild en "Belgique".                                                                                   | -           |
| 2    | 1910-1913  | 1 → 9999                          | Vier witte cijfers op een zwarte achtergrond, met eronder een witte streep.                                                                                                   | -           |
| 2    | 1913-1920  | A00 → D999                        | Een witte letter (A, C of D) en twee of drie witte cijfers op een zwarte achtergrond, met eronder een witte streep.                                                           | -           |
| 3    | 1920-1926  | 1 → 9999 A-1 → Z-999 AA-1 → ZZ-99 | Eén tot vier witte cijfers, een witte letter met één tot drie cijfers of twee witte letters met één tot twee cijfers op een zwarte achtergrond, met eronder een witte streep. |             |
| 4    | 1926-1956  | 1 → 620000                        | Eén tot zes witte cijfers op een donkerblauwe achtergrond, met eronder een witte streep.                                                                                      |             |
| 5    | 1957-1972  | EA.001 → 999.PZ                   | Een paar witte letters (beginnend met E, G, L, M of P) en drie cijfers op een donkerblauwe achtergrond.                                                                       |             |
| 6    | 1972-2006  | MAA-000 → MZZ-999                 | Drie zwarte letters gevolgd door drie zwarte cijfers op een gele achtergrond. Het lettergedeelte begint met de letter M.                                                      |             |
| 6    | 2006-2010  | WAA-000 → WZZ-999                 | Drie zwarte letters gevolgd door drie zwarte cijfers op een gele achtergrond. Het lettergedeelte begint met de letter W.                                                      |             |
| 7    | 2010-2014  | 1-MAA-000 → 7-MZZ-999             | Een donkerrood indexcijfer, drie donkerrode letters en drie donkerrode cijfers op een witte achtergrond. Het lettergedeelte begint met de letter M.                           |             |
| 7    | 2014-heden | M-AAA-000 → M-ZZZ-999             | Een donkerrode indexletter M, drie donkerrode letters en drie donkerrode cijfers op een witte achtergrond.                                                                    |             |

### Bijzondere kentekenplaten

#### Hoogwaardigheidsbekleders kentekenplaten
| Type                  | Periode | Nummering   | Tekens                               | Voorbeelden |
| --------------------- | --- | ----------- | ------------------------------------ | ----------- |
| Koningshuis           | 1928-heden | 1 → 999     | 1 tot 3 cijfers.                     |             |
| Koningshuis           | Voorbehouden voor de leden van het koningshuis. De koning heeft de kentekenplaat met het cijfer 1, de koningin met het cijfer 2. |             |                                      |             |
| Ministerie            | 1928-2010 | A.1 → A.999 | De letter A gevolgd door een nummer. |             |
| Ministerie            | 2010-heden | A-1 → A-999 | De letter A gevolgd door een nummer. |             |
| Ministerie            | Voorbehouden voor de voorzitter van de Kamer van volksvertegenwoordigers, leden van de federale regering, ministers van Staat, vertegenwoordigers van de Hoge Magistratuur, provinciegouverneurs, de hoogste gezagdragers van de erkende confessionele erediensten alsook die van de Centrale Raad der Niet-Confessionele Levensbeschouwelijke Gemeenschappen van België, voorzitters van het Directiecomité van de federale overheidsdiensten en de federale programmatorische overheidsdiensten, de directeurs van het algemeen beleid en de directeurs van de beleidscel. |             |                                      |             |
| Parlement             | 1928-2010 | P.1 → P.999 | De letter P gevolgd door een nummer. |             |
| Parlement             | 2010-heden | P-1 → P-999 | De letter P gevolgd door een nummer. |             |
| Parlement             | Voorbehouden voor de voorzitter en leden van de Senaat, de leden van de Kamer van volksvertegenwoordigers, de voorzitter en leden van het Vlaamse of Waalse parlement, de voorzitter en leden van het parlement van het Brussels Hoofdstedelijk Gewest, de voorzitter van de Duitstalige Raad, de leden van het Duitstalige parlement en de Belgische leden van het Europees Parlement. |             |                                      |             |
| Gewestelijke regering | 1970-2010 | E.1 → E.999 | De letter E gevolgd door een nummer. |             |
| Gewestelijke regering | 2010-heden | E-1 → E-999 | De letter E gevolgd door een nummer. |             |
| Gewestelijke regering | Voorbehouden voor voorzitters, leden of diensten van de gemeenschaps- en gewestregeringen. |             |                                      |             |

#### Commerciële kentekenplaten
| Type             | Periode | Nummering             | Tekens | Voorbeelden |
| ---------------- | --- | --------------------- | --- | ----------- |
| Garagistenplaat  | 1928-1953 | 1 → 9999              | Eén tot vier zwarte cijfers op een gele achtergrond.                                                                                      | -           |
| Garagistenplaat  | 1954-1973 | 10000 → 99999         | Vijf zwarte cijfers op een gele achtergrond.                                                                                              | -           |
| Garagistenplaat  | Voorbehouden voor garagisten. |                       | | -           |
| Proefrittenplaat | 1990-1997 | ZZA-000 → ZZZ-999     | Drie letters, beginnend met ZZ, gevolgd door drie cijfers. Zwarte tekens op een gele achtergrond.                                         | -           |
| Proefrittenplaat | 1997-2008 | ZZA-000 → ZZZ-999     | Drie letters, beginnend met ZZ, gevolgd door drie cijfers. De tekens zijn groen.                                                          |             |
| Proefrittenplaat | 2008-2010 | 000-ZZA → 999-ZZZ     | Drie cijfers gevolgd door drie letters, beginnend met ZZ. De tekens zijn groen.                                                           | -           |
| Proefrittenplaat | 2010-2020 | 1-ZZA-000 → 7-ZZZ-999 | Het lettergedeelte begint met ZZ. De tekens zijn groen.                                                                                   |             |
| Proefrittenplaat | 2021-heden | Y-AAA-000 → Y-ZZZ-999 | De index is de letter Y. De tekens zijn mosgroen.                                                                                         | -           |
| Proefrittenplaat | Voorbehouden voor voertuigen die nog niet toegelaten zijn op de Belgische wegen.                                                                 |                       | | -           |
| Handelaarsplaat  | 1990-1997 | ZAA-000 → ZZZ-999     | Het lettergedeelte begint met de letter Z. Zwarte tekens op een gele achtergrond.                                                         | -           |
| Handelaarsplaat  | 1997-2010 | ZAA-000 → ZZZ-999     | Het lettergedeelte begint met de letter Z. De tekens zijn groen.                                                                          |             |
| Handelaarsplaat  | 2010-2020 | 1-ZAA-000 → 7-ZYZ-999 | Het lettergedeelte begint met de letter Z. De tekens zijn groen.                                                                          |             |
| Handelaarsplaat  | 2020-heden | Z-AAA-000 → Z-ZZZ-999 | De index is de letter Z. De tekens zijn mosgroen.                                                                                         |             |
| Handelaarsplaat  | Voorbehouden voor autohandelaars. |                       | |             |
| Nationale plaat  | 2021-heden | UA-21-AAA → UA-99-ZZZ | De index is de lettercombinatie UA. De daaropvolgende cijfercombinatie is het jaartal waarin de plaat geldig is. De tekens zijn mosgroen. |             |
| Nationale plaat  | Voorbehouden voor een specifiek voertuig om gedurende een periode van twintig opeenvolgende kalenderdagen specifieke formaliteiten te vervullen. |                       | |             |
| Beroepsplaat     | 2021-heden | V-AAA-000 → V-ZZZ-999 | De index is de letter V. De tekens zijn mosgroen.                                                                                         | -           |
| Beroepsplaat     | Voorbehouden voor koetswerkmakers en -herstellers.                                                                                               |                       | | -           |

#### Kentekenplaten voor diensten
| Type                    | Periode                                                       | Nummering             | Tekens                                                                               | Voorbeelden |
| ----------------------- | ------------------------------------------------------------- | --------------------- | ------------------------------------------------------------------------------------ | ----------- |
| Ambtenaren (motorfiets) | 1926-1956                                                     | E00000 → E99999       | De letter E gevolgd door vijf cijfers. Witte tekens op een donkerblauwe achtergrond. | -           |
| Ambtenaren (motorfiets) | Voorbehouden voor motorfietsen van ambtenaren.                |                       |                                                                                      | -           |
| Openbaar vervoer        | 1953-1962                                                     | 000.P.0 → 0000.P      | Vier cijfers, met op de laatste of voorlaatste plek de letter P.                     |             |
| Openbaar vervoer        | Voorbehouden voor het openbaar vervoer.                       |                       |                                                                                      |             |
| Taxi                    | 2001-2010                                                     | TXA-000 → TXZ-999     | Het lettergedeelte begint met TX. De derde letter is geen L.                         | -           |
| Taxi                    | 2010-2014                                                     | 1-TXA-000 → 7-TXZ-999 | Het lettergedeelte begint met TX. De derde letter is geen L.                         |             |
| Taxi                    | 2014-heden                                                    | T-XAA-000 → T-XZZ-999 | De index is de letter T. Het lettergedeelte begint met X.                            |             |
| Taxi                    | Voorbehouden voor taxi's.                                     |                       |                                                                                      |             |
| Huurauto                | 2001-2008                                                     | TXL-000 → TXL-999     | Het lettergedeelte is TXL of TXH.                                                    | -           |
| Huurauto                | 2008-2010                                                     | TXH-000 → TXH-999     | Het lettergedeelte is TXL of TXH.                                                    | -           |
| Huurauto                | 2010-2014                                                     | 1-TXL-000 → 7-TXL-999 | Het lettergedeelte is TXL of TXH.                                                    |             |
| Huurauto                | 2014-heden                                                    | T-LAA-000 → T-LZZ-999 | De index is de letter T. Het lettergedeelte begint met L.                            |             |
| Huurauto                | Voorbehouden voor huurauto's met bestuurder (bv. limousines). |                       |                                                                                      |             |

#### Militaire kentekenplaten
| Type                                               | Periode | Nummering               | Tekens | Voorbeelden |
| -------------------------------------------------- | --- | ----------------------- | --- | ----------- |
| Militair                                           | 1928-1940 | Diverse combinaties     | Een zwarte achtergrond met een Belgisch vlaggetje en witte tekens. |             |
| Militair                                           | 1945-1978 | 00000 → 99999           | Een witte achtergrond met een Belgische vlag en vijf zwarte cijfers. |             |
| Militair                                           | 1978-heden                                                                                                   | 00000 → 99999           | Een witte achtergrond met een Belgisch vlaggetje en vijf zwarte cijfers. |             |
| Militair                                           | Voorbehouden voor militair gebruik.                                                                          |                         | |             |
| Aanhangwagen                                       | 1928-1940 | R0000 → R9999           | Een zwarte achtergrond met een Belgisch vlaggetje, de letter R en vier witte cijfers. | -           |
| Aanhangwagen                                       | 1945-heden                                                                                                   | R0000 → R9999           | Een witte achtergrond met een Belgisch vlaggetje, de letter R en vier zwarte cijfers. | -           |
| Aanhangwagen                                       | Voorbehouden voor aanhangwagens met militair gebruik.                                                        |                         | | -           |
| Generaal                                           | ?-heden | ★★★★                    | Vier gouden sterren op een rode achtergrond. |             |
| Generaal                                           | Extra kentekenplaat (bovenop de normale militaire plaat) voor een generaal van het Belgisch leger.           |                         | |             |
| Luitenant-generaal                                 | ?-heden | ★★★                     | Drie zilveren sterren op een blauwe achtergrond. |             |
| Luitenant-generaal                                 | Extra kentekenplaat (bovenop de normale militaire plaat) voor een luitenant-generaal van het Belgisch leger. |                         | |             |
| Generaal-majoor                                    | ?-heden | ★★                      | Twee gouden sterren op een rode achtergrond. |             |
| Generaal-majoor                                    | Extra kentekenplaat (bovenop de normale militaire plaat) voor een generaal-majoor van het Belgisch leger.    |                         | |             |
| SHAPE                                              | 1952-1985 | SHAPE 0000 → SHAPE 9999 | Deze kentekenplaten bevatten witte tekens op een zwarte achtergrond. De letters SHAPE staan boven een viercijfercombinatie. | -           |
| SHAPE                                              | 1954-1992 | 54.SB.0000 → 92.SB.9999 | Deze kentekenplaten bevatten witte letters op een rode achtergrond. Links op de plaat staan, verticaal uitgelijnd, de laatste twee cijfers van het jaar waarin de plaat geldig is, gevolgd door een punt, de letters SB, opnieuw een punt en vier cijfers. |             |
| SHAPE                                              | 1992-1994 | M.00000 → M.99999       | Deze kentekenplaten bevatten witte letters op een rode achtergrond. De index is de letter M, gescheiden van vijf cijfers door een punt. |             |
| SHAPE                                              | 1985-heden                                                                                                   | CHB-0000 → CHB-9999     | Deze kentekenplaten bevatten zilvergrijze letters op een zwarte achtergrond. De lettercombinatie is CHB, gevolgd door vier cijfers. |             |
| SHAPE                                              | Voorbehouden voor voertuigen eigendom van SHAPE-personeel. De rode platen waren een jaar geldig.             |                         | |             |
| SHAPE (motorfiets)                                 | 1954-1992 | 54.000.SB → 92.999.SB   | Deze kentekenplaten bevatten witte letters op een rode achtergrond. Links op de plaat staan, verticaal uitgelijnd, de laatste twee cijfers van het jaar waarin de plaat geldig is, gevolgd door een punt, drie cijfers, opnieuw een punt en de letters SB. | -           |
| SHAPE (motorfiets)                                 | Voorbehouden voor motorfietsen eigendom van SHAPE-personeel. Een jaar geldig.                                |                         | | -           |
| Belgische strijdkrachten in Duitsland              | 1946-2007 | B 000 A → B 999 Z       | De index is de letter B. Deze wordt gevolgd door drie cijfers en één letter. De tekens zijn wit op een zwarte achtergrond. |             |
| Belgische strijdkrachten in Duitsland              | 2007-heden                                                                                                   | B 000 A → B 999 Z       | De index is de letter B. Deze wordt gevolgd door drie cijfers en één letter. |             |
| Belgische strijdkrachten in Duitsland              | Voorbehouden voor de Belgische strijdkrachten in Duitsland.                                                  |                         | |             |
| Belgische strijdkrachten in Duitsland (motorfiets) | 1999-2007 | B 000 A → B 999 Z       | De index is de letter B. Deze wordt gevolgd door drie cijfers en één letter. De tekens zijn wit op een zwarte achtergrond. |             |
| Belgische strijdkrachten in Duitsland (motorfiets) | 2007-heden                                                                                                   | B 000 A → B 999 Z       | De index is de letter B. Deze wordt gevolgd door drie cijfers en één letter. |             |
| Belgische strijdkrachten in Duitsland (motorfiets) | Voorbehouden voor de motorfietsen van de Belgische strijdkrachten in Duitsland.                              |                         | |             |

Het Amerikaans leger heeft ook nummerplaten voor specifiek gebruik op bijvoorbeeld de Vliegbasis Kleine-Brogel in het Belgische Peer.

#### Tijdelijke kentekenplaten
| Type         | Periode | Nummering             | Tekens | Voorbeelden |
| ------------ | --- | --------------------- | --- | ----------- |
| Transitplaat | 1954-1993 | 54.0000 → 93.999999   | Deze kentekenplaat bevat witte tekens op een rode achtergrond. |             |
| Transitplaat | 1994-2010 | 000000 → 999999       | Deze kentekenplaat bevat witte tekens op een rode achtergrond. |             |
| Transitplaat | 2010-2016 | 1-000000 → 9-999999   | Deze kentekenplaat bevat witte tekens op een rode achtergrond. |             |
| Transitplaat | 2016-heden | WA-16-AAA → WZ-99-ZZZ | De index is de letter W gevolgd door een tweede letter. De daaropvolgende cijfercombinatie is het jaartal waarin de plaat geldig is. De tekens zijn wit op een rode achtergrond. |             |
| Transitplaat | Voorbehouden voor personen of vennootschappen die in het buitenland verblijven of er hun hoofdverblijfplaats hebben en tijdelijk in België verblijven. Naargelang het geval verschilt de geldigheidsduur. Een blauwe sticker duid aan dat belastingen betaald zijn. Een rode sticker duid een belastingsvrije plaat aan. Wanneer het jaartal ingestampt is, dan is het een transitplaat. Als het jaartal een sticker is, dan is de plaat voor buitenlands militair personeel. |                       | |             |
| Exportplaat  | 2016-heden | XA-16-AAA → XZ-99-ZZZ | De index is de letter X gevolgd door een tweede letter. De daaropvolgende cijfercombinatie is het jaartal waarin de plaat geldig is. De tekens zijn wit op een rode achtergrond. |             |
| Exportplaat  | Voorbehouden voor de export van een voertuig en slechts 30 dagen geldig. Een blauwe sticker duid aan dat belastingen betaald zijn. Een rode sticker duid een belastingsvrije plaat aan. |                       | |             |

#### Europese en internationale kentekenplaten
| Type           | Periode | Nummering             | Tekens | Voorbeelden |
| -------------- | --- | --------------------- | --- | ----------- |
| EUR            | 1960-1975 | EUR 0000 → EUR 9999   | Vooreerst de witte letters "EUR", omgeven door zes witte sterren op een blauwe achtergrond, gevolgd door een rode viercijfercombinatie op een witte achtergrond. |             |
| EUR            | 1975-1985 | EUR 0000 → EUR 9999   | Vooreerst de blauwe letters "EUR", omgeven door negen blauwe sterren, gevolgd door een blauwe viercijfercombinatie.                                              |             |
| EUR            | 1986-2010 | EUR 0000 → EUR 9999   | Vooreerst de blauwe letters "EUR", omgeven door twaalf gele sterren, gevolgd door een blauwe viercijfercombinatie.                                               |             |
| EUR            | Voorbehouden voor de in België gevestigde organen en ambtenaren van de Europese Gemeenschap.                                      |                       | |             |
| EUROCONTROL    | 1960-1975 | EURO-000 → EURO-999   | Deze kentekenplaten bevatten de witte letters "EURO" op een blauwe achtergrond, gevolgd door een rode driecijfercombinatie op een witte achtergrond.             | -           |
| EUROCONTROL    | 1975-2010 | 000-EURO → 999-EURO   | Deze kentekenplaten bevatten een blauwe driecijfercombinatie, gevolgd door de blauwe letters "EURO".                                                             |             |
| EUROCONTROL    | Voorbehouden voor de in België gevestigde organen en ambtenaren van het Europees Agentschap voor de veiligheid van de luchtvaart. |                       | |             |
| NATO           | 1960-2010 | NATO.0000 → NATO.9999 | Deze kentekenplaten bevatten de blauwe letters "NATO", gevolgd door een blauwe viercijfercombinatie.                                                             | -           |
| NATO           | Voorbehouden voor de in België gevestigde organen en ambtenaren van de Noord-Atlantische Verdragsorganisatie.                     |                       | | -           |
| Internationaal | 2001-2010 | 900000 → 999999       | Deze kentekenplaat bevat blauwe tekens op een witte achtergrond. Het eerste cijfer is een 9.                                                                     |             |
| Internationaal | 2010-2014 | 8-AAA-000 → 8-ZZZ-999 | De index is het cijfer 8. |             |
| Internationaal | De internationale kentekenplaat of tijdelijke kentekenplaat voor lange duur.                                                      |                       | |             |

#### Andere kentekenplaten
| Type                        | Periode | Nummering             | Tekens                                                                           | Voorbeelden |
| --------------------------- | --- | --------------------- | -------------------------------------------------------------------------------- | ----------- |
| Corps diplomatique          | 1928-1953 | CD000 → CD999         | De letters CD gevolgd door een drie cijfers.                                     | -           |
| Corps diplomatique          | 1953-1975 | CD.00.A → CD.99.Z     | De letters CD gevolgd door een twee cijfers en een letter.                       | -           |
| Corps diplomatique          | 1975-1990 | CD.0000 → CD.9999     | De letters CD gevolgd door een vier cijfers.                                     | -           |
| Corps diplomatique          | 1990-2008 | CD.A000 → CD.Z999     | De letters CD gevolgd door een letter en drie cijfers. De letters CD zijn groen. |             |
| Corps diplomatique          | 2008-2010 | CD-000A → CD-999Z     | De letters CD gevolgd door drie cijfers en een letter. De letters CD zijn groen. |             |
| Corps diplomatique          | 2010-2014 | CD-AA000 → CD-ZZ999   | De letters CD gevolgd door drie cijfers en een letter. De letters CD zijn groen. |             |
| Corps diplomatique          | 2010-heden | CD-AA-000 → CD-ZZ-999 | De letters CD gevolgd door twee letters en drie cijfers.                         |             |
| Corps diplomatique          | Voorbehouden voor personen die in België deel uitmaken van het diplomatiek of consulair korps, of die onschendbaarheden genieten die analoog zijn met die van het diplomatiek korps. De letters staan voor Corps Diplomatique. |                       |                                                                                  |             |
| Gepersonaliseerd            | 1994-2010 | Type 5 of 6           | Letter- en cijfercombinatie zelf in te vullen.                                   |             |
| Gepersonaliseerd            | 2010-2014 | 9-Type 5 of 6         | De index is het cijfer 9. Letter- en cijfercombinatie zelf in te vullen.         |             |
| Gepersonaliseerd            | 2014-heden | . → ........          | Minimaal 1, maximaal 8 tekens.                                                   |             |
| Gepersonaliseerd            | Gepersonaliseerde kentekenplaten. Iedere nummerplaat moet ten minste één letter bevatten. Sommige combinaties zijn verboden.                                                                                                   |                       |                                                                                  |             |
| Oldtimer                    | 1997-2010 | OAA-000 → OZZ-999     | Het lettergedeelte begint met de letter O.                                       |             |
| Oldtimer                    | 2010-2014 | 1-OAA-000 → 7-OZZ-999 | Het lettergedeelte begint met de letter O.                                       |             |
| Oldtimer                    | 2014-heden | O-AAA-000 → O-ZZZ-999 | De index is de letter O.                                                         |             |
| Oldtimer                    | Voorbehouden voor oldtimers die uitgesloten zijn van o.a. commercieel en professioneel verkeer. |                       |                                                                                  |             |
| Oldtimer (gepersonaliseerd) | 2014-heden | . → ........          | Minimaal 1, maximaal 8 tekens. Links een sticker met daarop "oldtimer".          |             |
| Oldtimer (gepersonaliseerd) | Gepersonaliseerde kentekenplaten voor oldtimers. Iedere nummerplaat moet ten minste één letter bevatten. Sommige combinaties zijn verboden.                                                                                    |                       |                                                                                  |             |

Kentekenplaten voor Belgische diplomaten in het buitenland worden uitgereikt door het land waar de diplomaat in verblijft, en dus niet door België. Zo is CDP 054 (zwarte tekens op een witte achtergrond) de kentekenplaat van het hoofd van de Belgische ambassade in Oekraïne.

#### Kentekenplaten voor andere voertuigen dan motorfietsen en auto's
| Type               | Periode | Nummering             | Tekens | Voorbeelden |
| ------------------ | --- | --------------------- | --- | ----------- |
| Aanhangwagen       | 1990-2001 | UAA-000 → UZZ-999     | Het lettergedeelte begint met de letter U.                                                                                        |             |
| Aanhangwagen       | 2001-2010 | QAA-000 → QZZ-999     | Het lettergedeelte begint met de letter Q. De tekens zijn zwart op een witte achtergrond.                                         |             |
| Aanhangwagen       | 2010-2014 | 1-QAA-000 → 7-QZZ-999 | Het lettergedeelte begint met de letter Q.                                                                                        |             |
| Aanhangwagen       | 2014-heden | Q-AAA-000 → Q-ZZZ-999 | De index is de letter Q. |             |
| Aanhangwagen       | Voorbehouden voor aanhangwagens met maximaal toegelaten massa (MTM) van meer dan 750 kg.                                                                                         |                       | |             |
| Landbouw           | 2013-heden | G-LAA-000 → G-LZZ-999 | De index is de letter G en het lettergedeelte begint met de letter L. De tekens zijn wit, op een rode achtergrond.                |             |
| Landbouw           | Voorbehouden voor landbouw- en bosbouwvoertuigen die rijden met rode diesel. De G verwijst naar het G-type rijbewijs nodig voor landbouwvoertuigen, de L verwijst naar landbouw. |                       | |             |
| Bromfiets klasse A | 2014-heden | S-AAA-000 → S-AZZ-999 | De index is de letter S. Het lettergedeelte begint met de letter A.                                                               |             |
| Bromfiets klasse A | Voorbehouden voor bromfietsen van klasse A die maximaal 25 km/h rijden. |                       | |             |
| Bromfiets klasse B | 2014-heden | S-BAA-000 → S-BZZ-999 | De index is de letter S. Het lettergedeelte begint met de letter B.                                                               |             |
| Bromfiets klasse B | Voorbehouden voor bromfietsen van klasse B die maximaal 45 km/h rijden. |                       | |             |
| Lichte vierwieler  | 2014-heden | S-UAA-000 → S-UZZ-999 | De index is de letter S. Het lettergedeelte begint met de letter U.                                                               |             |
| Lichte vierwieler  | Voorbehouden voor lichte vierwielers die maximaal 45 km/h rijden. |                       | |             |
| Speedpedelec       | 2016-heden | SPAA-000 → SPZZ-999   | De index is de letter S. Het lettergedeelte begint met de letter P. Er staat geen streepje tussen de index en het lettergedeelte. |             |
| Speedpedelec       | Voorbehouden voor speedpedelecs die maximaal 45 km/h rijden. |                       | |             |

#### Onofficiële kentekenplaten
| Type       | Periode | Nummering             | Tekens | Voorbeelden |
| ---------- | --- | --------------------- | --- | ----------- |
| Expo '58   | 1958 | 1-?                   | De letters zijn rood, de cijfers geel, op een zwarte achtergrond. Links het logo van de wereldtentoonstelling, gevolgd door EX, daarna bovenaan PRESS en onderaan PO, en rechts daarvan een getal. | -           |
| Expo '58   | Gebruikt voor bussen die speciaal reden voor Expo 58, de wereldtentoonstelling in Brussel. |                       | | -           |
| Vlaanderen | 2011 | AAA-001 → ZZZ-999     | De tekens zijn zwart op een gele achtergrond, en volgen de vorm van de officiële Belgische kentekenplaten.                                                                                         |             |
| Vlaanderen | 2011 | 001-AAA → 999-CFQ     | De tekens zijn zwart op een gele achtergrond, en volgen de vorm van de officiële Belgische kentekenplaten.                                                                                         |             |
| Vlaanderen | 2011 | 1-AAA-001 → 7-ZZZ-999 | De tekens zijn zwart op een gele achtergrond, en volgen de vorm van de officiële Belgische kentekenplaten.                                                                                         |             |
| Vlaanderen | Aangeboden door Vlaams Belang, maar niet offcieel. |                       | |             |
| Bedrijven  | ?-heden | Variërend             | Variërend |             |
| Bedrijven  | Grote bedrijventerreinen, waaronder Brussels Airport, hebben een zodanig grote oppervlakte dat een aantal voertuigen dit terrein nooit verlaat. Hierdoor hebben ze ook geen nood aan een officieel kenteken, en wordt er voor een alternatief gekozen. Onder andere Umicore, Swissport en Aviapartner hebben een eigen kentekenplaat. |                       | |             |

### Bijkomende signalisatie
| Type                                      | Periode | Code                                         | Tekens | Voorbeelden |
| ----------------------------------------- | --- | -------------------------------------------- | --- | ----------- |
| België                                    | 1910-2010 | B                                            | Een witte ovaal met daarin een zwarte B. |             |
| België                                    | (2001)-2010-heden | B                                            | Een blauwe rechthoek, met bovenaan de vlag van Europa en onderaan een witte B.                                                                      |             |
| België                                    | Noodzakelijk voor voertuigen wanneer ze het Belgisch grondgebied verlaten. Het eerste type werd ingevoerd in 1910. Het tweede type werd officieel voor het eerst gebruikt in 2001, op de internationale en aanhangwagenkentekenplaten. Vanaf 2010 maakte het deel uit van elke nieuwe kentekenplaat. Voor 2010 werd type 1 of 2 als extra plaatje naast de kentekenplaat gehangen. |                                              | |             |
| Corps diplomatique/Corps consulaire       | 1928-1953 | CD of CC                                     | Een witte ovaal met daarin een rode CC of CD. |             |
| Corps diplomatique/Corps consulaire       | Voorbehouden voor personen die in België deel uitmaken van het diplomatiek of consulair korps, of die onschendbaarheden genieten die analoog zijn met die van het diplomatiek korps. De letters staan voor Corps diplomatique en Corps consulaire. |                                              | |             |
| Persplaat                                 | 1940-heden | Presse Pers                                  | Een blauwe achtergrond met daarop een zilveren Belgische leeuw en zwarte tekens.                                                                    |             |
| Persplaat                                 | Voorbehouden voor erkende beroepsjournalisten, moet jaarlijks opnieuw worden aangevraagd. |                                              | |             |
| Oldtimer sticker                          | 2014-heden | OLD TIMER                                    | Een rode achtergrond met OLD TIMER in witte letters.                                                                                                |             |
| Oldtimer sticker                          | Voorbehouden voor erkende beroepsjournalisten, moet jaarlijks opnieuw worden aangevraagd. |                                              | |             |
| ADR-bord                                  | 1968-heden | 12 1234                                      | Een oranje achtergrond met daarop twee lagen zwarte cijfers. Bovenaan staat het gevaarsidentificatienummer en onderaan het stofidentificatienummer. |             |
| ADR-bord                                  | Voorbehouden voor het transport van gevaarlijke stoffen (volgens internationale overeenkomst ADR). |                                              | |             |
| Voorlopig rijbewijs                       | 1998-heden | L                                            | Een blauwe rechthoek met daarin een witte L. |             |
| Voorlopig rijbewijs                       | Voorbehouden voor chauffeurs met een voorlopig rijbewijs. Moet achteraan het voertuig worden opgehangen. |                                              | |             |
| Uitzonderlijk vervoer/Convoi exceptionnel | 2010-heden | Uitzonderlijk vervoer of Convoi exceptionnel | Een gele achtergrond met zwarte letters. |             |
| Uitzonderlijk vervoer/Convoi exceptionnel | Voorbehouden voor vervoer van goederen dat qua afmetingen (lengte, breedte, hoogte) en/of massa de regelgeving voor het wegvervoer niet naleeft. |                                              | |             |
| LPG/CNG                                   | 2013-heden | LPG of CNG                                   | Een groene ruit met een witte rand, en daarin witte letters.                                                                                        |             |
| LPG/CNG                                   | Voorbehouden voor wagens die rijden op LPG of CNG. Moet achteraan het voertuig worden opgehangen. |                                              | |             |

## Verboden lettercombinaties
De Dienst voor Inschrijvingen van Voertuigen (DIV) hanteert een lijst van 100 lettercombinaties die van de Belgische nummerplaten worden geweerd. Daaronder bevinden zich onder andere afkortingen van politieke partijen en scheldwoorden, en dat in de drie landstalen. Deze mogen wel worden gebruikt op gepersonaliseerde nummerplaten. Enkel kwetsende of racistische boodschappen zijn hier niet toegelaten.
| AAP | AAS | AEL | ALA | ANE | ASS | BEB | BIT | BOM | BOY |
| BSP | BUB | BWP | BYT | CAP | CDF | CDH | CDV | CON | CSP |
| CUB | CUL | CUT | CVP | DCD | DIK | DOM | FDF | FOK | FOL |
| FOU | FUC | FUK | GAT | GAY | GEK | GOD | HIV | HOL | JEK |
| KAK | KKQ | KUL | KUT | LAF | LDD | LSP | LUL | MAS | MCC |
| MDP | MOR | MOU | MST | NIC | NIK | NIQ | NVA | PDB | PDO |
| PET | PFF | PIK | PIN | PIP | PIS | PJU | PKK | POT | PRL |
| PSB | PSC | PSL | PTB | PUE | PUT | PVV | PYK | PYN | PYP |
| PYS | ROM | SEX | SOA | SOT | SPA | SUL | TAK | TET | TIT |
| TUE | VCD | VIH | VLD | VMO | VNV | ZAC | ZAK | ZOT |     |

## Voormalige Belgische kolonies

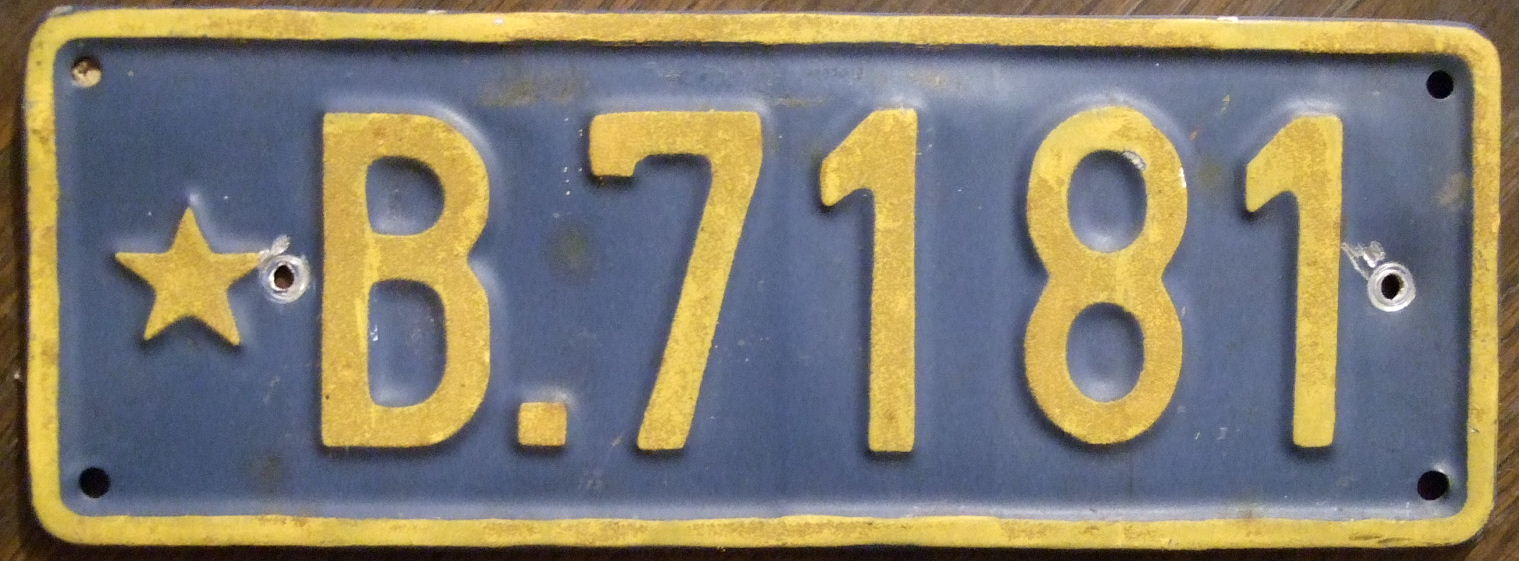
Congolese kentekenplaat, in gebruik van 1958 tot en met 1980.

De voormalige Belgische koloniën in Afrika hadden in de periode dat ze tot België behoorden hun eigen kentekenplaten, die afwijkend waren van die uit België. De koloniën waren Ruanda-Urundi en Belgisch-Congo (en voorganger Onafhankelijke Congostaat).